# Antonio Alexandre
Antonio Alexandre (* in Buenos Aires) ist ein ehemaliger argentinischer Radrennfahrer und nationaler Meister im Radsport.

## Sportliche Laufbahn
Alexandre war im Bahnradsport aktiv. Er war mehrfacher Meister in verschiedenen Disziplinen des Bahnradsports in Argentinien und einer der ersten erfolgreichen Südamerikaner bei Sechstagerennen. 1959 siegte er im Rennen von Montevideo mit Luis Ángel de los Santos als Partner. In Buenos Aires wurde er 1956 und in São Paulo 1959  jeweils Zweiter, in Buenos Aires 1958 und 1959 Dritter. Bei den Panamerikanischen Spielen 1959 gewann er  in der Mannschaftsverfolgung die Bronzemedaille.

## Berufliches
Nach seiner aktiven Karriere war er als Nationaltrainer der argentinischen Bahnradsportler tätig. Alexandre war einige Jahre lang Präsident des argentinischen Radsportverbandes. Er zog sich 1998 von diesem Amt zurück.

## Familiäres
Sein Vater (aktiv von 1929 bis 1936) und sein Sohn Marcelo Alexandre waren ebenfalls Radrennfahrer.